# Benjamín Hites

Benjamín Hites Michelson (Santiago, 3 de mayo de 1999) es un piloto chileno de automovilismo de velocidad. Desarrolla su carrera deportiva compitiendo en categorías de automovilismo de la República Argentina, de los Estados Unidos entre 2017 y 2019; y Europa en las temporadas del GT World Challenge de Europa durante los años 2020 y 2021. Es campeón del International GT Open 2022.

## Biografía
Iniciado en su país en el ambiente del Kart, debutó en esta especialidad en el año 2014. Hites inició su carrera profesional en el año 2017 compitiendo en la categoría zonal argentina TC Patagónico, donde recibió el padrinazgo de Roberto Valle, propietario del equipo argentino RV Racing Sport. Precisamente, de la mano de este equipo llegó su debut a nivel nacional, al participar en la divisional Top Race Series donde inicialmente compitió bajo la marca Mercedes-Benz. Tras tres fechas compitiendo en este equipo, ingresó luego a la escudería Fiat Octanos Competición, con la cual compitió hasta terminar la temporada.
A la par de sus incursiones en el automovilismo argentino, Hites también tuvo presencia en categorías de Estados Unidos, donde desarrolló pruebas en el circuito de Homestead, en Miami, al comando de un Ferrari 488. Finalmente terminó siendo convocado para la categoría Ferrari Challenge, donde tras haber desarrollado las pruebas anteriormente citadas, debutó oficialmente en el año 2018 en la clase profesional, al comando de un Ferrari 488 Challenge.
En la temporada 2019 compite paralelamente en los torneos Top Race Series y en el Ferrari Challenge. En el campeonato argentino termina cuarto pese a no correr todas las fechas por privilegiar el torneo estadounidense, donde consigue el subcampeonato, que lo catapulta al GT World Challenge de Europa 2020, pasando a ocupar un lugar en el equipo Akka ASP al mando de un Mercedes AMG. Pese a la pandemia del Covid-19, disputa las 8 fechas del certamen en las distancias de Sprint y Endurance, obteniendo el primer podio en el circuito Magny Cours (Francia), tercero en la cuarta fecha. En la sexta fecha doble es segundo y primero en Barcelona. En la siguiente estación, durante las 24 Horas de Spa- Francorchamps (Bélgica), logra la pole position en la categoría Silver, clasificando 18° en la Súper Pole Position, siendo el único integrante de la serie Silver. Termina el torneo en la quinta posición en el ranking de su categoría. En 2021 se cambia a la escudería Rinaldi Racing para manejar un Ferrari 488 GT3 Evo 2020, siempre en la serie Silver que es para jóvenes talentos Profesionales. El campeonato se compone de 10 fecha (5 Sprint y 5 Endurance).
En 2021 firma por el Team Rinaldi Racing para conducir un Ferrari 488 GT3 Evo en la categoría Silver, concluyendo 9° en la Copa Sprint (categoría Silver). Además tomó parte en la 6ª fecha del GT Open Internacional en Monza (octubre 2021), obteniendo el primer lugar. Y fue invitado por el equipo NTE Sport en noviembre de 2021 para correr en el Campeonato IMSA de Estados Unidos en el Motul Petit Le Mans donde llegó 9° en la categoría GTD (Gran Turismo Daytona).
En 2022 compite paralelamente en tres campeonatos como integrante del "Programa Junior" de Lamborghini Squadra Corse, su nueva marca. Los tres certámenes son: Fanatec GT World Challenge de Europa y Campeonato Italiano GT conformando el Team Vincenzo Sospiri Racing (VSR); y el GT Open Internacional en el Team Oregon. En junio es invitado a correr en Le Mans en la categoría LMP3, que es telonera de las 24 Horas de Le Mans, con el objetivo de conocer el mítico circuito francés. En el GT Open Internacional se titula campeón del certamen 2022 junto a su compañero italiano Leonardo Pulcini en la última fecha del torneo en Barcelona. En el Campeonato GT Italiano concluye cuarto y en el GT World Challenge, termina 12° en la Copa Endurance. 

## Palmarés
TEMPORADA 2022
1° Campeón del Torneo GT Open Internacional de Europa 2022 junto al italiano Leonardo Pulcini.
4° lugar Campeonato Italiano de Gran Turismo (GT) 2022
12° lugar Campeonato GT World Challenge de Europa 2022
PODIOS DE 2022
1° lugar 2ª fecha Campeonato GT Italiano de Endurance en Pergusa (Italia).
2° lugar 4ª fecha Campeonato GT Italiano de Endurance en Mugello (Italia).
1° lugar Carrera 1 del GT Open Internacional en 1ª fecha en Estoril (Portugal).
1° lugar Carrera 2 del GT Open Internacional en 1ª fecha en Estoril (Portugal).
1° lugar Carrera 1 del GT Open Internacional en 3ª fecha en Spa-Francorchamps (Bélgica).
2° lugar Carrera 1 del GT Open Internacional en 5ª fecha en Red Bull Ring (Austria).
1° lugar Carrera 2 del GT Open Internacional en 5ª fecha en Red Bull Ring (Austria).
2° lugar Carrera 2 del GT Open Internacional en 6ª fecha en Monza (Italia).
3° lugar Carrera 1 del GT Open Internacional en 7ª Fecha en Barcelona (España).
PODIOS DE 2021
Hasta la 10.ª fecha del GT World Challenge de Europa consiguió 2 podios:
3° lugar en 1ª Fecha del Campeonato ESport en Monza.
2° lugar en 5ª Fecha de la Carrera 2 en Misano, Italia, (Sprint)
-En las 24 Horas de Spa-Francorchamps, su segunda experiencia en este tipo de pruebas de 1 día, obtuvo el
10° lugar en su categoría Silver y quedó 30° en la clasificación general entre 58 competidores.
Campeonato GT Open Internacional de Europa
1° lugar 6ª Fecha Carrera 2 Campeonato GT Open Internacional en Monza
PODIOS DE 2020
En el campeonato 2020 logró 3 podios en la división Silver:
3° lugar en Magny-Cours (Sprint).
2° lugar en la Carrera 1 en Barcelona (Sprint)
1° lugar en la Carrera 2 en Barcelona (Sprint).
-Debutó en una prueba de 24 Horas (Spa-Francorchamps) en 2020 con un 6° puesto y un 5° en las 6 Hora de
Paul Ricard. Todos estos lugares en Silver, logrando además la pole position en la categoría Silver y en el
casillero 18° de la grilla de largada entre 61 autos.
-La mejor posición en la clasificación general durante 2020 fue un 4° en Barcelona.
RANKINGS HISTÓRICOS DE BENJAMÍN HITES
2022: 1° Campeón del GT Open Internacional de Europa (Lamborghini Huracán GT3 Evo)
2022: 4° lugar Campeonato Italiano de Gran Turismo (GT) 2022 (Lamborghini Huracán GT3 Evo)
2022: 12° lugar Campeonato GT World Challenge de Europa 2022 (Lamborghini Huracán GT3 Evo)
2021: 9° lugar en Clasificación Copa Sprint Categoría Silver (Ferrari 488 GT3)
2021: 15° lugar en Clasificación General Categoría Silver (Ferrari 488 GT3)
2021: 17° lugar en Clasificación Copa Endurance Categoría Silver (Ferrari 488 GT3)
2020: 5° GT World Challenge de Europa en Ranking categoría Silver (Mercedes-AMG)
2019: 2° Ferrari Challenge de Norteamérica
2019: 4° Top Race Series de Argentina
2018: 3° Ferrari Challenge de Norteamérica
2018: 25° Top Race Series Argentina
2017: 23° Top Race Series Argentina
2016: 1° Campeonato de Karting Chile Seniors.
2015: 1° Copa Chile de Karting categoría DD2 Rookie/Súper Master.

### Trayectoria en Top Race
| Temporada | Categoría       | Vehículo                 | Equipo                   | Posición final    |
| --------- | --------------- | ------------------------ | ------------------------ | ----------------- |
| 2017      | Top Race Series | Mercedes-Benz CLA Series | RV Racing Sports         | 23º (3.00 puntos) |
| 2017      | Top Race Series | Fiat Linea Series        | Fiat Octanos Competición | 23º (3.00 puntos) |
| 2017      | Top Race Series | Fiat Tipo Series         | Fiat Octanos Competición | 23º (3.00 puntos) |
| 2018      | Top Race Series | Fiat Tipo Series         | Fiat Octanos Competición | Sin puntos        |

## Equipo de Trabajo
- Jefe Equipo y Coach: Fabián Flaqué (Argentina)
- Manager Europa: José Balbiani (Argentina)
- Manager Chile: Andrés Karp (Chile)
- Preparador Físico: Xavi Martos y Joan Solé (España)
- Redes Sociales: Rafael Rodríguez (Chile)
- Jefe Prensa: Juan Esteban Lastra (Chile)